# Novostil-Helios

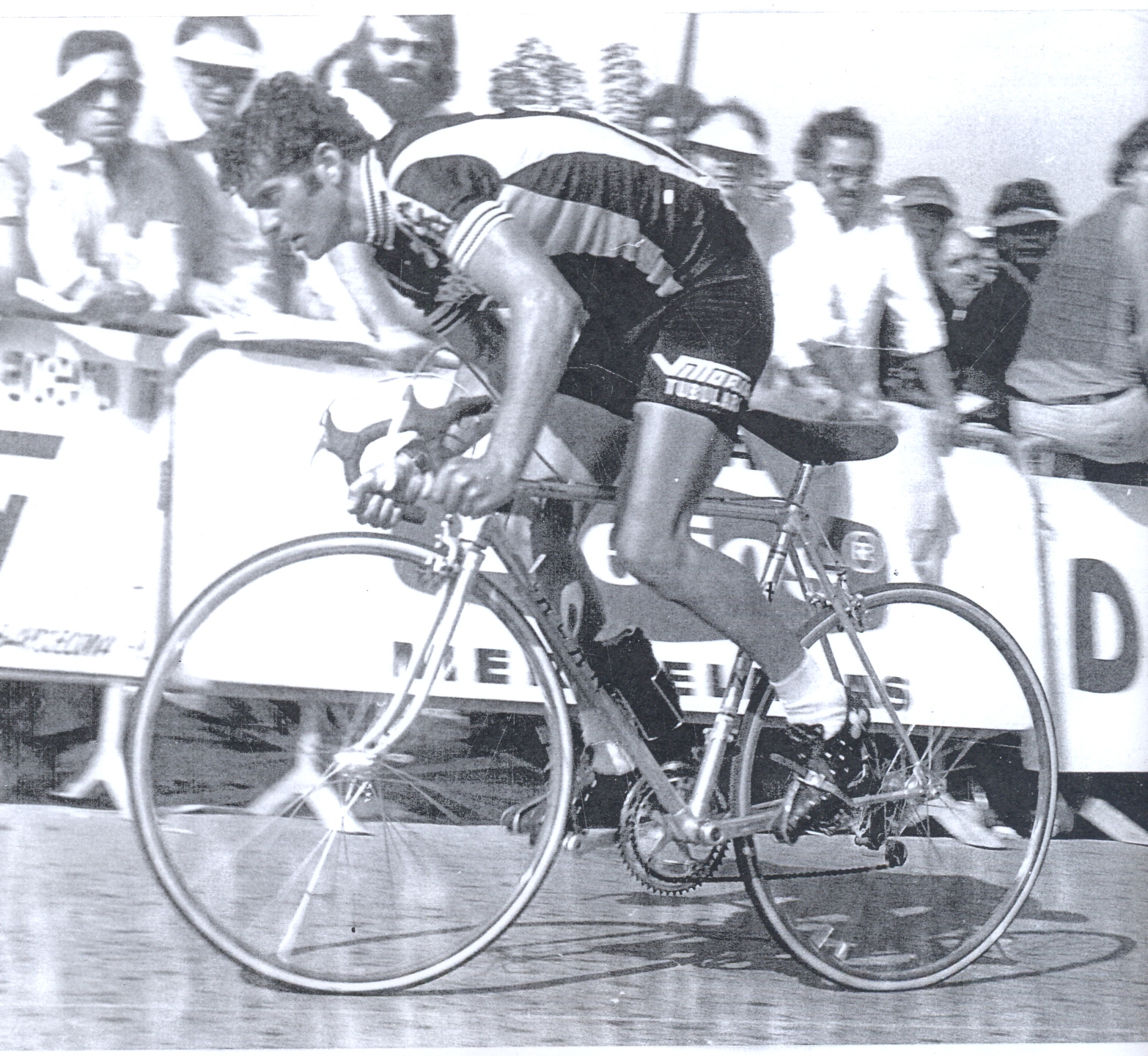
Gonzalo Aja l'any 1979.

L'equip Novostil-Helios va ser un equip ciclista espanyol que competí professionalment entre 1978 i 1979. Va sorgir de l'estructura del Novostil-Transmallorca-Gios.
No s'ha de confondre amb l'equip Zor-Helios-Novostil, ni amb el Helios-Colchón CR.

## Principals resultats
- Volta a Aragó: Roque Moyá (1979)

### A les grans voltes
- Volta a Espanya
  - 2 participacions (1978, 1979)
  - 1 victòries d'etapa:
    - 1 el 1979: Felipe Yáñez

  - 0 classificació final:
  - 1 classificacions secundàries:
    - Gran Premi de la Muntanya: Felipe Yáñez (1979)

- Tour de França
  - 0 participacions

- Giro d'Itàlia
  - 0 participacions